# Comitatul Pinal, Arizona
Comitatul Pinal, conform originalui Pinal County (cod FIPS, 04-021 Arhivat în 7 iunie 2011, la Wayback Machine.), se găsește în partea centrală a statului Arizona al Statelor Unite ale Americii. Conform recensământului efectuat de United States Census Bureau în anul 2000, populația comitatului era de 179.727 de locuitori.  Sediul comitatului este orașul Florence.
Pinal County conține părți din Rezervația indiană Tohono O'odham (cunoscută anterior ca Papago Indian Reservation) și din Gila River Indian Reservation.
Creșterea explozivă urbană din Zona Metropolitană a orașului Phoenix înspre sud a început cu extinderea urbană în partea de nord a comitatului Pinal. Orașele Maricopa și Casa Grande, precum și multe zone neîncorporate au indicat creșteri accelerate făcând ca tendința de creștere urbană înspre sudul comitatului să continue.

## Geografie

### Comitate adiacente
- Comitatul Maricopa - la vest și la nord
- Comitatul Gila - la nord
- Comitatul Graham - la est
- Comitatul Pima - la sud

## Demografie
|  | Graficele sunt indisponibile din cauza unor probleme tehnice. Mai multe informații se găsesc la Phabricator și la wiki-ul MediaWiki. |

Date: Wikidata - grafică realizată de Wikipedia

## Orașe și alte localități
- Casa Grande
- Coolidge
- Eloy
- Florence
- Hayden
- Kearny
- Mammoth
- Maricopa
- Queen Creek
- Superior
- Winkelman (

## Zone locuite, dar neîncorporate
- Ak-Chin Village
- Arizona City
- Blackwater
- Chuichu
- Dudleyville
- Gold Canyon
- Oracle
- Queen Valley
- Sacaton
- San Manuel
- Santan
- Stanfield